# Hirojasu Šimizu
Hirojasu Šimizu (japonsky 清水宏保, Šimizu Hirojasu; * 27. února 1974 Obihiro) je bývalý japonský rychlobruslař.
Na jaře 1993 se poprvé představil v závodech Světového poháru, již na Mistrovství světa ve sprintu 1993 získal bronzovou medaili. O rok později byl na světovém sprinterském šampionátu čtvrtý, startoval také na Zimních olympijských hrách 1994 (500 m – 5. místo, 1000 m – 19. místo). V sezóně 1994/1995 poprvé vyhrál celkové hodnocení Světového poháru v závodech na 500 m, z Mistrovství světa ve sprintu 1995 si přivezl stříbrnou medaili, kterou o rok později obhájil. Na premiérovém Mistrovství světa na jednotlivých tratích 1996 vybojoval v závodě na 500 m zlato. Cenné kovy získával i v dalších letech. Na pětistovce si na světových šampionátech do roku 2005 dobruslil celkem pro pět zlatých, dvě stříbrné a jednu bronzovou medaili, ke kterým přidal jedno stříbro a jeden bronz z kilometru. Na sprinterských světových šampionátech získal celkem po třech stříbrných a bronzových. Ve Světovém poháru celkově triumfoval v závodech na 500 m také v sezónách 1996/1997 a 2000/2001. Na zimní olympiádě 1998 vybojoval zlatou (500 m) a bronzovou (1000 m) medaili, ze ZOH 2002 si přivezl stříbro ze závodu na 500 m. Startoval také na Zimních olympijských hrách 2006, kde se na sprinterské pětistovce umístil na 18. místě. V dalších letech již žádného většího mezinárodního úspěchu nedosáhl, svoji sportovní kariéru ukončil na konci roku 2009.
V roce 2001 obdržel cenu Oscara Mathisena.